# Grand Prix automobile de Singapour 2015
GP précédent GP suivant
Le Grand Prix automobile de Singapour 2015 (2015 Formula 1 Singapore Airlines Singapore Grand Prix), disputé le 20 septembre 2015 sur le Circuit urbain de Singapour, est la 929e épreuve du championnat du monde de Formule 1 courue depuis 1950. Il s'agit de la huitième édition du Grand Prix de Singapour comptant pour le championnat du monde de Formule 1, et de la treizième manche du championnat 2015. Il présente la particularité depuis sa première édition en 2008 de se disputer en nocturne.
Sebastian Vettel met fin à une série de vingt-trois pole positions consécutives de Mercedes Grand Prix, et sept de Lewis Hamilton, en dominant les qualifications sur le tracé urbain de Marina Bay. Il obtient la quarante-sixième pole position de sa carrière, sa première depuis le Grand Prix du Brésil 2013, la deux-cent-huitième de Ferrari qui n'avait plus placé une voiture en tête sur la grille depuis le Grand Prix d'Allemagne 2012. Le quadruple champion du monde réalise sa première pole position chez Ferrari en dominant largement la troisième phase des qualifications puisqu'il établit le meilleur temps dès sa première tentative puis enfonce le clou dans les ultimes secondes pour devancer son ancien coéquipier Daniel Ricciardo de plus d'une demi-seconde (543/1000e). Kimi Räikkönen, auteur du troisième temps, est en deuxième ligne, en compagnie de Daniil Kvyat, tandis que les Flèches d'Argent partent de la troisième ligne, Hamilton cinquième devant Nico Rosberg.
Sebastian Vettel, parti de la pole position, mène la course du premier au soixante-et-unième tour et remporte ainsi sa troisième victoire pour Ferrari cette saison, la quarante-deuxième de sa carrière, ce qui lui permet d'accéder au troisième rang du palmarès des vainqueurs de Grand Prix en dépassant Ayrton Senna. C'est également son quatrième succès personnel à Singapour. Il doit creuser l'écart sur Daniel Ricciardo en début de course puis à deux autres reprises à cause de deux sorties de la voiture de sécurité (après un accrochage entre Nico Hülkenberg et Felipe Massa au quinzième tour et en raison de la présence d'un spectateur sur la piste au trentième-huitième tour). Ricciardo, auteur du meilleur tour en course dans sa cinquante-deuxième boucle, se classe deuxième tandis que, parti de la troisième position sur la grille, Kimi Räikkönen termine à la même place ; deux Ferrari montent donc le podium pour la première fois depuis le Grand Prix d'Espagne 2013 alors qu'aucune Mercedes ne l'atteint, Nico Rosberg finissant quatrième et Lewis Hamilton abandonnant à cause d'une défaillance de sa pédale d'accélérateur. Valtteri Bottas se classe cinquième devant Daniil Kvyat et Sergio Pérez ; ils sont suivis dans les points par Max Verstappen, Carlos Sainz Jr. et Felipe Nasr. 
Lewis Hamilton, malgré son abandon, conserve la tête du championnat du monde, avec 41 points de plus que Rosberg (252 points contre 211). Sebastian Vettel (203 points) se rapproche à huit points de Rosberg tandis que Kimi Räikkönen (107 points) et Valtteri Bottas (101 points) passent devant Felipe Massa qui reste à 97 points après son abandon. Daniel Ricciardo (73 points) passe devant son coéquipier Daniil Kvyat (66 points) et Sergio Pérez (39 points) devance désormais Romain Grosjean (38 points). Mercedes, avec 463 points, conserve la tête du championnat devant Ferrari (310 points) et Williams (198 points) ; suivent Red Bull Racing (139 points), Force India (69 points) et Lotus resté à 50 points. La Scuderia Toro Rosso, avec  41 points précède Sauber (26 points) et McLaren (17 points). Manor Marussia n'a pas encore inscrit de point.

## Essais libres

### Première séance, le vendredi de 18 h à 19 h 30
| Pos. | Pilote           | Voiture           | Chrono         | Écart     |
| ---- | ---------------- | ----------------- | -------------- | --------- |
| 1    | Nico Rosberg     | Mercedes          | 1 min 47 s 995 |           |
| 2    | Lewis Hamilton   | Mercedes          | 1 min 48 s 314 | + 0 s 319 |
| 3    | Daniel Ricciardo | Red Bull-Renault  | 1 min 48 s 331 | + 0 s 336 |
| 4    | Sebastian Vettel | Ferrari           | 1 min 48 s 494 | + 0 s 499 |
| 5    | Kimi Räikkönen   | Ferrari           | 1 min 48 s 785 | + 0 s 790 |
| 6    | Valtteri Bottas  | Williams-Mercedes | 1 min 49 s 380 | + 1 s 385 |

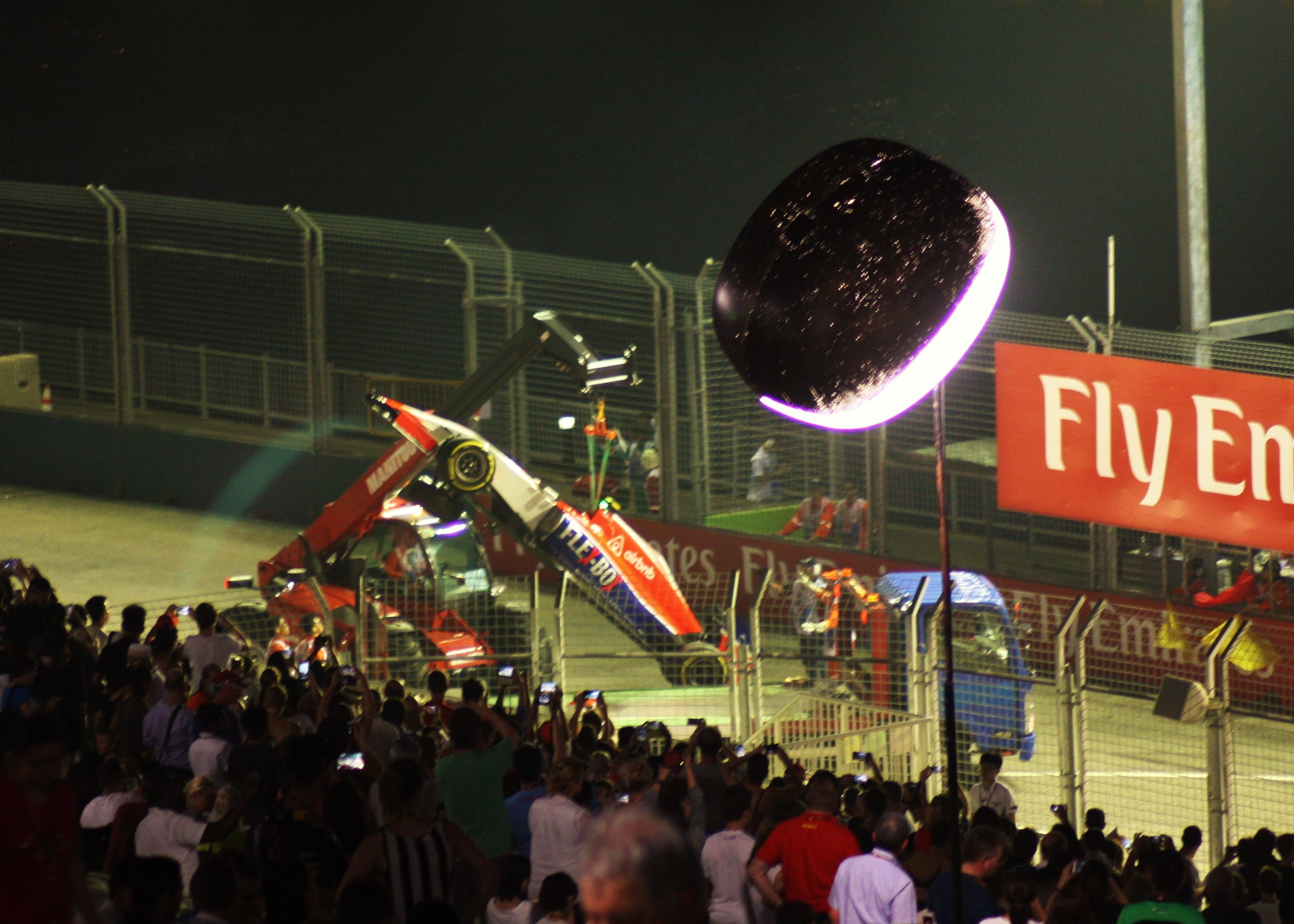
L'évacuation de la monoplace d'Alexander Rossi après son crash.

La température ambiante est de 30 C° au départ de la première séance d'essais libres du Grand Prix de Singapour où débute en Formule 1 Alexander Rossi qui remplace Roberto Merhi chez Manor Marussia ; le jeune Américain, second du championnat en cours de GP2 Series, devrait terminer la saison avec cette équipe. Tous les pilotes s'élancent pour boucler leur tour d'installation à la fin duquel ils rentrent tous au stand. Force India arbore une livrée agrémentée d'une grille de mesure sur le côté gauche de sa Force India VJM08B. Il faut attendre plusieurs minutes pour que Nico Rosberg établisse le temps de référence, en 1 min 50 s 393 ; il améliore dans la foulée en 1 min 49 s 473  puis 1 min 49 s 184,,. 
Après trente minutes d'essais, les pilotes rendent le train de pneus supplémentaire fourni par Pirelli et se relancent en piste. À nouveau, Rosberg améliore son meilleur temps, en 1 min 48 s 004 puis 1 min 47 s 995. Daniil Kvyat rencontre un problème d'unité de puissance dans la deuxième partie de la session, de même que Max Verstappen qui doit rentrer au stand pour permettre une intervention de ses mécaniciens sur son moteur,,.
En fin de séance, les équipes se préparent à la course du dimanche en faisant de longs relais avec le mélange de pneumatiques le plus dur proposé par Pirelli. Lewis Hamilton, en 1 min 48 s 314, prend le deuxième temps derrière son coéquipier et précède Daniel Ricciardo (1 min 48 s 331) et Sebastian Vettel (1 min 48 s 494). Le novice Alexander Rossi, dernier à seulement quelques centièmes de seconde de son équipier Will Stevens, conclut la séance dans le mur du virage no 18 alors qu'il ne reste que quelques minutes avant le drapeau à damier et provoque la sortie des drapeaux rouges et la fin prématurée de la session,,.

### Deuxième séance, le vendredi de 21 h 30 à 23 h
| Pos. | Pilote           | Voiture              | Chrono         | Écart     |
| ---- | ---------------- | -------------------- | -------------- | --------- |
| 1    | Daniil Kvyat     | Red Bull-Renault     | 1 min 46 s 142 |           |
| 2    | Kimi Räikkönen   | Ferrari              | 1 min 46 s 181 | + 0 s 039 |
| 3    | Daniel Ricciardo | Red Bull-Renault     | 1 min 46 s 256 | + 0 s 114 |
| 4    | Lewis Hamilton   | Mercedes             | 1 min 46 s 479 | + 0 s 337 |
| 5    | Sebastian Vettel | Ferrari              | 1 min 46 s 487 | + 0 s 345 |
| 6    | Sergio Pérez     | Force India-Mercedes | 1 min 46 s 659 | + 0 s 517 |

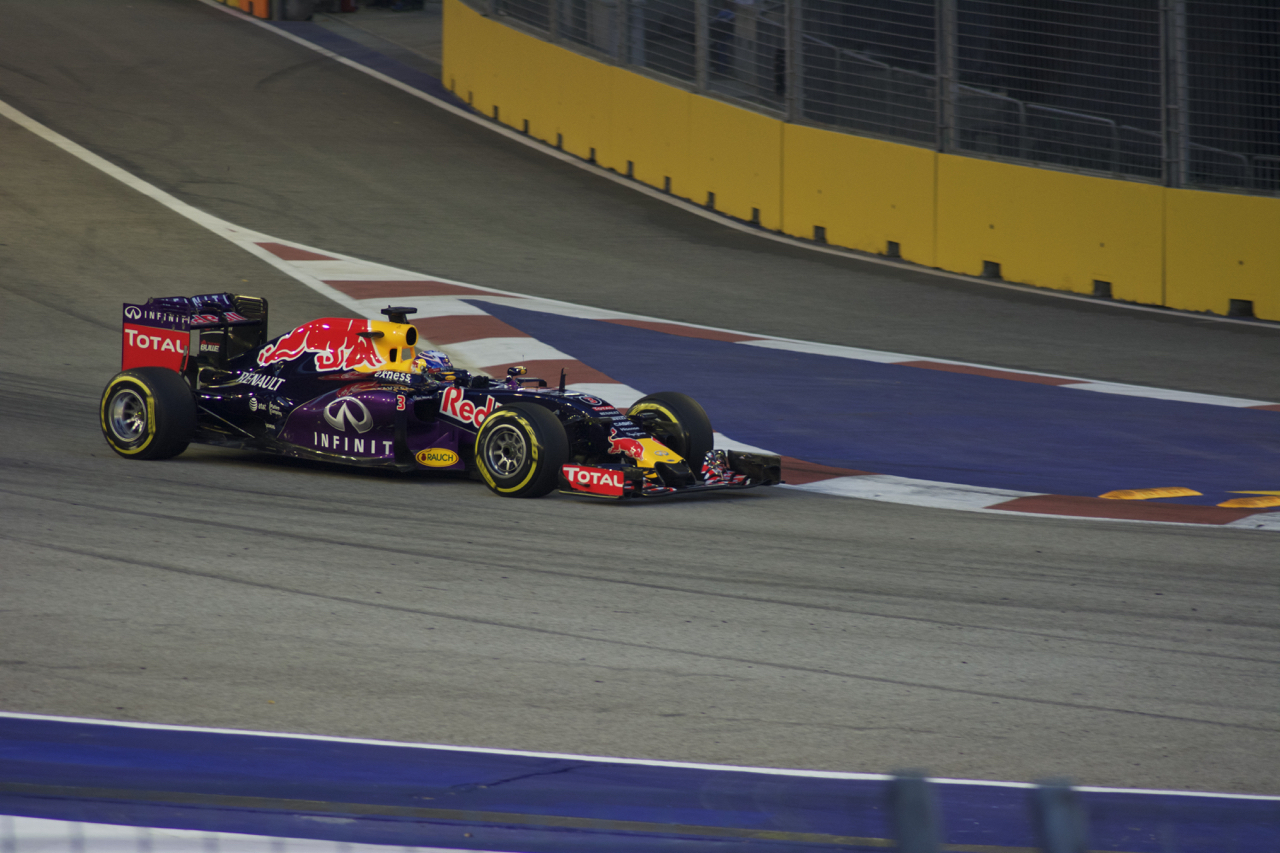
Daniel Ricciardo à Singapour en 2015.

La piste est sèche au départ de la deuxième séance d'essais libres du Grand Prix de Singapour. Les pilotes s'élancent en piste dès son ouverture car ils cherchent à profiter au maximum de cette session pour rouler dans des conditions similaires à celles qu'ils rencontreront en course. Daniil Kvyat établit le temps de référence en 1 min 49 s 307 tandis que Will Stevens tape le mur dans le virage no 12, ce qui provoque la sortie des drapeaux rouges,,.
La séance est relancée quelques minutes plus tard et Daniel Ricciardo s'installe en tête du classement en 1 min 48 s 103. Kimi Räikkönen améliore en 1 min 47 s 659 mais s'incline face à Lewis Hamilton qui tourne en 1 min 47 s 633. Après une demi-heure, les premiers pilotes se relancent avec les pneus les plus tendres et Räikkönen reprend la main, en 1 min 46 s 181,,. 
Daniil Kvyat, en 1 min 46 s 142 prend ensuite la tête et la conserve jusqu'à la fin de la session. Il devance Kimi Räikkönen de 39 millièmes de seconde (1 min 46 s 181) tandis que son coéquipier chez Red Bull Racing, Daniel Ricciardo, prend la troisième place devant Hamilton qui a raté son freinage lors de sa première sortie en tendres et, après un violent blocage de roue, a terminé sa route dans l'échappatoire. Alexander Rossi, qui avait tapé le mur à la fin de la première séance d'essais, n'a participé qu'aux vingt dernières minutes de la séance, prenant la piste directement en pneus tendres,,.

### Troisième séance, le samedi de 18 h à 19 h
| Pos. | Pilote           | Voiture          | Chrono         | Écart     |
| ---- | ---------------- | ---------------- | -------------- | --------- |
| 1    | Sebastian Vettel | Ferrari          | 1 min 45 s 682 |           |
| 2    | Kimi Räikkönen   | Ferrari          | 1 min 46 s 132 | + 0 s 450 |
| 3    | Daniil Kvyat     | Red Bull-Renault | 1 min 46 s 167 | + 0 s 485 |
| 4    | Daniel Ricciardo | Red Bull-Renault | 1 min 46 s 359 | + 0 s 677 |
| 5    | Lewis Hamilton   | Mercedes         | 1 min 46 s 802 | + 1 s 120 |
| 6    | Nico Rosberg     | Mercedes         | 1 min 47 s 223 | + 1 s 541 |

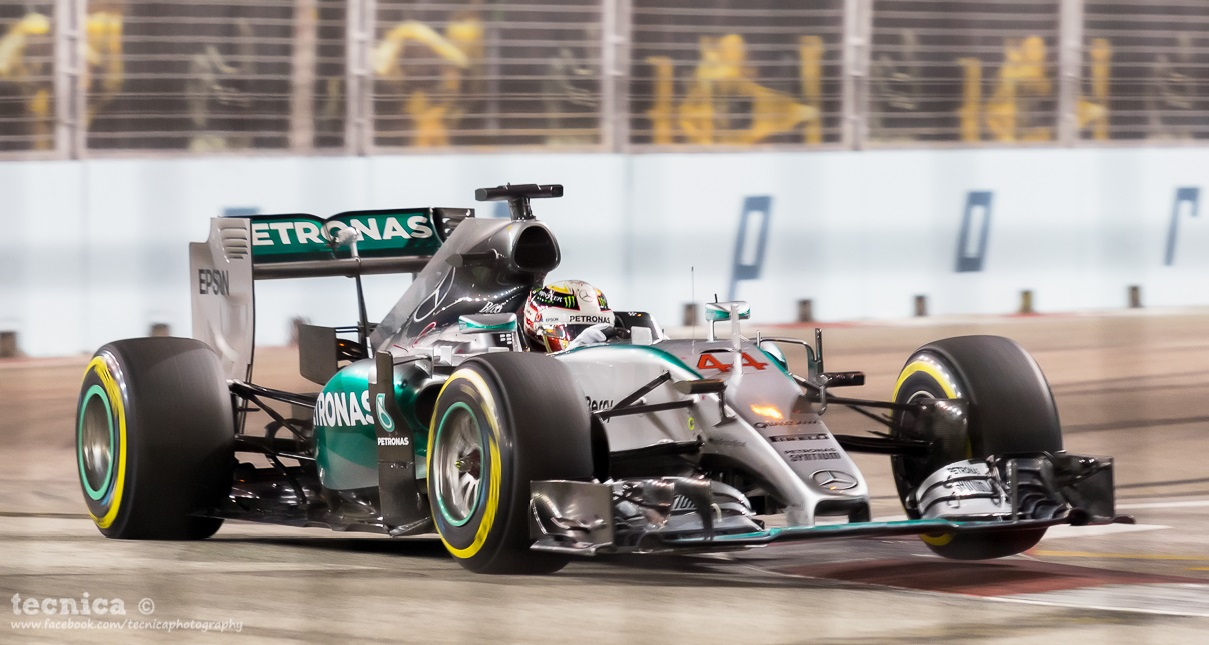
Lewis Hamilton à Singapour en 2015.

La température ambiante est de 30 °C et le taux d'humidité de 76 % à quelques instants du départ de la dernière séance d'essais libres donné sur une piste sèche. Alors que les pilotes s'élancent pour boucler leur tour d'installation, Alexander Rossi réalise le temps de référence en 1 min 53 s 249 et devance son coéquipier Will Stevens qui tourne en 1 min 55 s 293. La séance commence mal pour Jenson Button, victime d'un problème qui empêche sa monoplace de démarrer. Un second souci survient quelques instants plus tard et les mécaniciens doivent travailler sur la McLaren MP4-30 jusqu'à la mi-séance,,.
Marcus Ericsson prend la tête en 1 min 50 s 770 mais ne peut résister face à Daniil Kvyat qui enchaîne les tours rapides (1 min 48 s 716, 1 min 47 s 968 et  1 min 47 s 629). Les trois équipes de pointe ce weekend (Red Bull Racing, Scuderia Ferrari et Mercedes Grand Prix) attendent plus de vingt minutes avant de laisser sortir leurs pilotes, à l'exception de Kvyat assidu dès le début de la séance. Sebastian Vettel le relaie en tête en 1 min 46 s 728, toujours chaussé des pneus les plus durs fournis par Pirelli. Lewis Hamilton et Nico Rosberg échouent à trois dixièmes de seconde de la Red Bull RB11. Max Verstappen rate un freinage et se fait remarquer avec un « tout droit », sans conséquence,,. 
Les dix dernières minutes sont consacrées à l'évaluation des pneus tendres en conditions de qualification. Daniel Ricciardo s'empare du meilleur temps, en 1 min 46 s 359, quatre dixièmes de seconde devant Vettel. Kimi Räikkönen tourne ensuite en 1 min 46 s 132 puis s'incline derrière son coéquipier Vettel qui évolue en 1 min 45 s 682 ; les Mercedes échouent à plus d'une seconde de Vettel. Fernando Alonso prend la septième place à seulement un centième de seconde de Nico Rosberg. Si la Scuderia Toro Rosso réussit à placer ses deux monoplaces dans les dix premiers, au contraire de Force India qui connaît une séance difficile et de Lotus F1 Team aussi peu compétitive que lors des Essais Libres 2,,.

## Séance de qualifications

### Résultats des qualifications

#### Session Q1

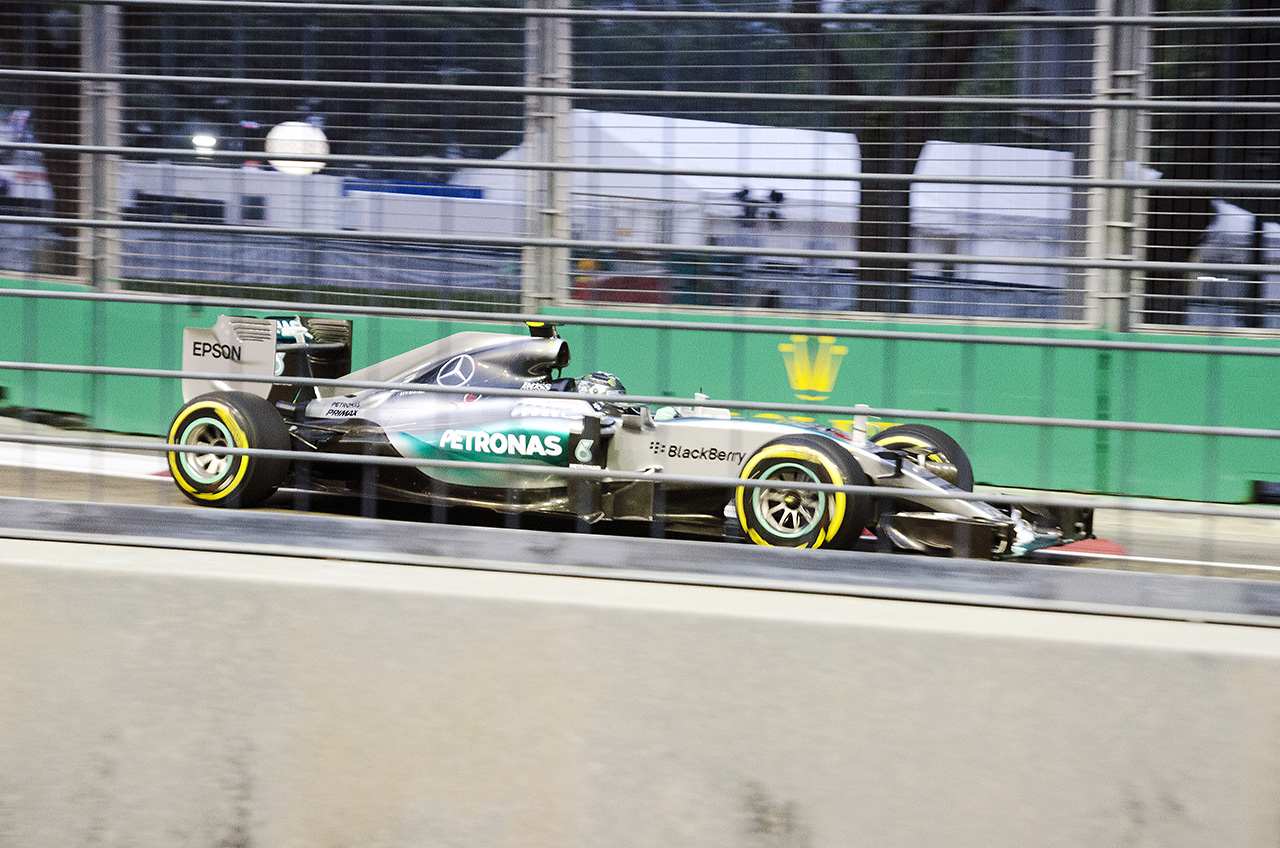
Nico Rosberg à Singapour en 2015.

La piste est sèche au départ de la première phase de la séance qualificative du Grand Prix de Singapour qui se dispute sous la lumière artificielle de 1500 projecteurs. Alors que les pilotes ne tardent pas à s'élancer, on remarque que seuls les pilotes des écuries de pointe sont chaussés des pneus les plus durs, les autres partant avec le mélange le plus tendre pour accroître leurs chances d'accéder à la Q2. Les Lotus E23 Hybrid sont réglées avec une hauteur de caisse si basse que Romain Grosjean est en difficulté dans son tour d'installation et doit s'arrêter dans une zone de dégagement. Valtteri Bottas fixe le temps de référence en 1 min 48 s 094,,. 
Kimi Räikkönen améliore en 1 min 47 s 077 mais voit sa performance battue par Daniel Ricciardo (1 min 46 s 805) puis par Daniil Kvyat. Sebastian Vettel prend la tête en 1 min 46 s 017 puis Räikkönen s'intercale entre les deux Red Bull RB11. Après avoir vu Nico Hülkenberg et Max Verstappen grimper de plusieurs places après avoir chaussé les pneus tendres, de nombreux pilotes, dont Nico Rosberg et Lewis Hamilton, optent pour la sécurité en les imitant,,. 
Ainsi chaussé, Hamilton prend la tête en 1 min 45 s 765, mais Kvyat, en 1 min 45 s 340, améliore quelques instants plus tard. Sebastian Vettel prend le risque de rester au stand ; avec Ricciardo et Räikkönen, il est le seul à avoir économisé un train de pneus tendres lors de cette session. La fin de séance est intense en fond de classement et Jenson Button, en lutte contre les Sauber C34, accède in extremis à la deuxième phase qualificative. Les cinq pilotes éliminés sont Alexander Rossi et son coéquipier Will Stevens, Pastor Maldonado, Marcus Ericsson et son coéquipier Felipe Nasr,,.

#### Session Q2

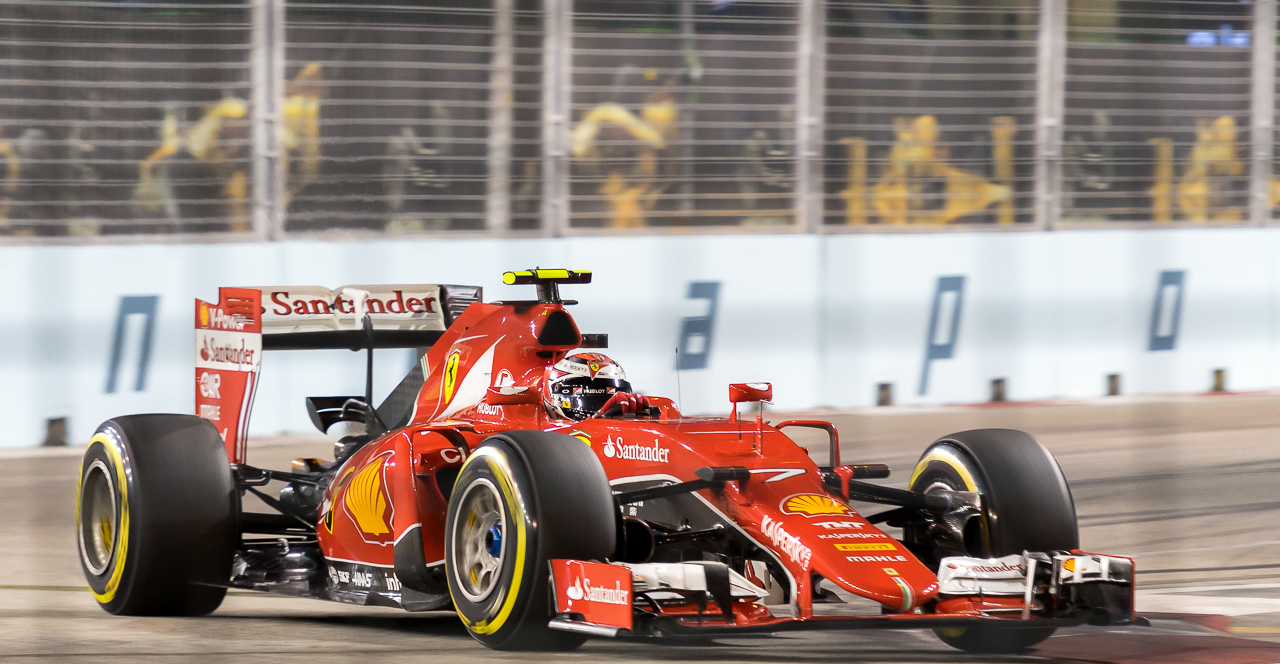
Kimi Räikkönen à Singapour en 2015.

Les pilotes se relancent les uns après les autres, tous chaussés avec le composé le plus tendre proposé par Pirelli et Valtteri Bottas établit la première référence en 1 min 46 s 247,,. 
So coéquipier Felipe Massa tourne ensuite en 1 min 45 s 701 puis Lewis Hamilton améliore en 1 min 45 s 650. Quelques instants plus tard, Daniel Ricciardo prend la tête en 1 min 45 s 291 puis son équipier Daniil Kvyat, en 1 min 44 s 979, bat la pole position de la saison précédente. Dans la foulée, Sebastian Vettel tourne en 1 min 44 s 743 ; cette performance reste la meilleure de cette session. En s'intercalant à nouveau entre les deux Red Bull Racing, Kimi Räikkönen prend ses distances sur les Mercedes Grand Prix de Lewis Hamilton et Nico Rosberg,,.
Tous les pilotes se relancent lors des dernières minutes sauf les quatre premiers Vettel, Kvyat, Räikkönen et Ricciardo. Carlos Sainz Jr. tape alors le mur et rejoint son stand au ralenti au volant d'une voiture qui roule « en crabe » à cause d'un bris de suspension, ce qui provoque la sortie des drapeaux jaunes et ruine les derniers espoirs de Fernando Alonso d'accéder à la Q3.Les cinq pilotes éliminés sont Button et son coéquipier Alonso, Sainz, Sergio Pérez et son coéquipier Nico Hülkenberg,,.

#### Session Q3

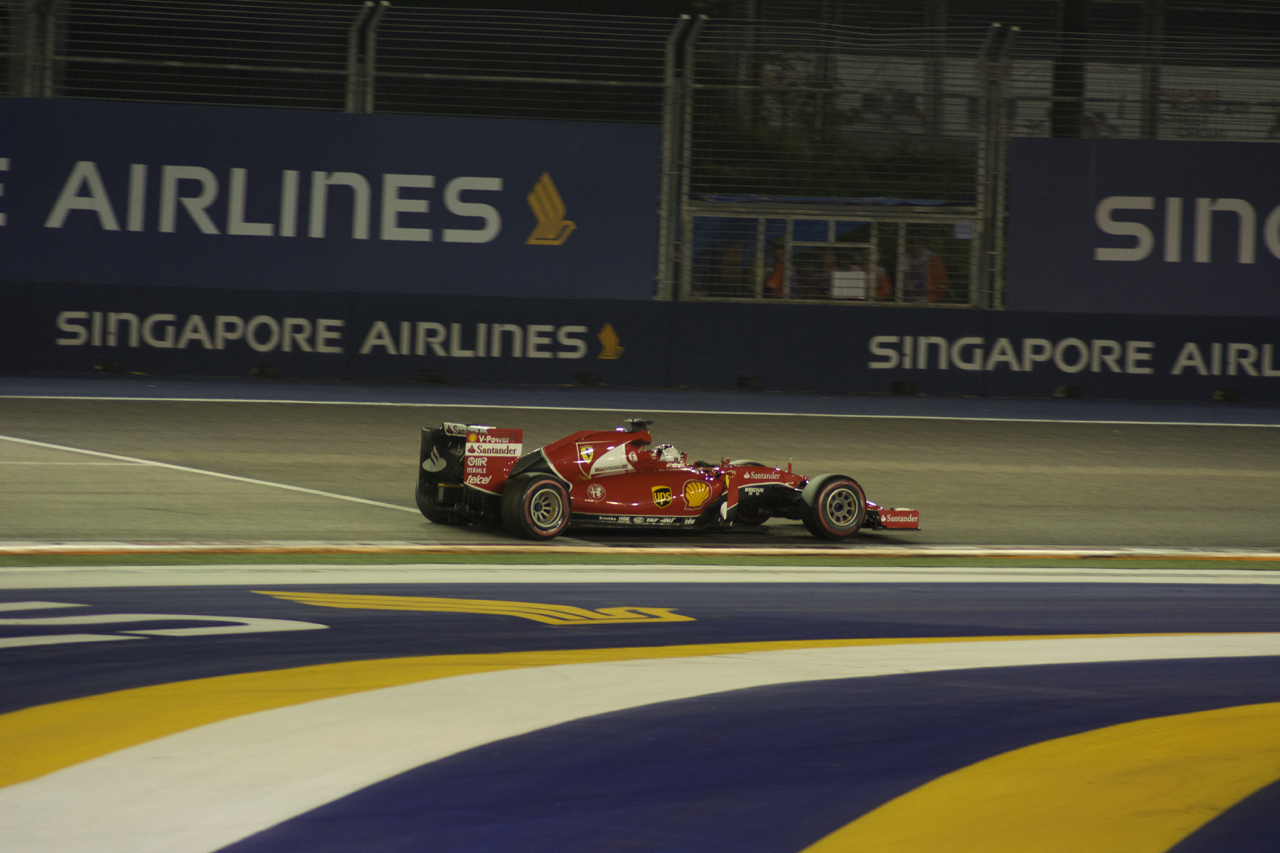
Sebastian Vettel à Singapour en 2015.

Les pilotes s'élancent les uns derrière les autres pour leur première tentative et Daniel Ricciardo réalise un premier tour chronométré en 1 min 44 s 607 qui le place devant Kimi Räikkönen tandis que Lewis Hamilton interrompt son tour lancé après avoir escaladé un vibreur. Plus rapide de trois dixièmes de seconde que son ancien coéquipier, Sebastian Vettel prend le commandement de la séance en 1 min 44 s 305 et devance donc Ricciardo, Räikkönen, Daniil Kvyat, Nico Rosberg (avec 1 s 544 de retard), Valtteri Bottas et Felipe Massa,,. 
Tous se relancent pour une deuxième tentative et Ricciardo comprend, dès la fin de son premier secteur, qu'il ne pourra pas obtenir la pole position malgré son secteur excellent. Vettel améliore une nouvelle fois et tourne en 1 min 43 s 885, ce qui lui permet de réaliser la pole position. Kvyat améliore également et accède au quatrième rang, derrière Räikkönen. Hamilton et Rosberg prendront le départ depuis les cinquième et sixième position ; Bottas et Max Verstappen occupent la quatrième ligne devant Felipe Massa et Romain Grosjean,,.

### Grille de départ
| Pos.                                                                                      | Pilote           | Écurie                 | Qualifications 1 | Qualifications 2 | Qualifications 3 |
| ----------------------------------------------------------------------------------------- | ---------------- | ---------------------- | ---------------- | ---------------- | ---------------- |
| 1                                                                                         | Sebastian Vettel | Ferrari                | 1 min 46 s 017   | 1 min 44 s 743   | 1 min 43 s 885   |
| 2                                                                                         | Daniel Ricciardo | Red Bull-Renault       | 1 min 46 s 166   | 1 min 45 s 291   | 1 min 44 s 428   |
| 3                                                                                         | Kimi Räikkönen   | Ferrari                | 1 min 46 s 467   | 1 min 45 s 140   | 1 min 44 s 667   |
| 4                                                                                         | Daniil Kvyat     | Red Bull-Renault       | 1 min 45 s 340   | 1 min 44 s 979   | 1 min 44 s 745   |
| 5                                                                                         | Lewis Hamilton   | Mercedes               | 1 min 45 s 765   | 1 min 45 s 650   | 1 min 45 s 300   |
| 6                                                                                         | Nico Rosberg     | Mercedes               | 1 min 46 s 201   | 1 min 45 s 653   | 1 min 45 s 415   |
| 7                                                                                         | Valtteri Bottas  | Williams-Mercedes      | 1 min 46 s 231   | 1 min 45 s 887   | 1 min 45 s 676   |
| 8                                                                                         | Max Verstappen   | Toro Rosso-Renault     | 1 min 46 s 483   | 1 min 45 s 635   | 1 min 45 s 798   |
| 9                                                                                         | Felipe Massa     | Williams-Mercedes      | 1 min 46 s 879   | 1 min 45 s 701   | 1 min 46 s 077   |
| 10                                                                                        | Romain Grosjean  | Lotus-Mercedes         | 1 min 46 s 860   | 1 min 45 s 805   | 1 min 46 s 413   |
| 11                                                                                        | Nico Hülkenberg  | Force India-Mercedes   | 1 min 46 s 669   | 1 min 46 s 305   |                  |
| 12                                                                                        | Fernando Alonso  | McLaren-Honda          | 1 min 46 s 600   | 1 min 46 s 328   |                  |
| 13                                                                                        | Sergio Pérez     | Force India-Mercedes   | 1 min 46 s 576   | 1 min 46 s 385   |                  |
| 14                                                                                        | Carlos Sainz Jr. | Toro Rosso-Renault     | 1 min 46 s 465   | 1 min 46 s 894   |                  |
| 15                                                                                        | Jenson Button    | McLaren-Honda          | 1 min 45 s 891   | 1 min 47 s 019   |                  |
| 16                                                                                        | Felipe Nasr      | Sauber-Ferrari         | 1 min 46 s 965   |                  |                  |
| 17                                                                                        | Marcus Ericsson  | Sauber-Ferrari         | 1 min 47 s 088   |                  |                  |
| 18                                                                                        | Pastor Maldonado | Lotus-Mercedes         | 1 min 47 s 323   |                  |                  |
| 19                                                                                        | Will Stevens     | Manor Marussia-Ferrari | 1 min 51 s 021   |                  |                  |
| 20                                                                                        | Alexander Rossi  | Manor Marussia-Ferrari | 1 min 51 s 523   |                  |                  |
| Temps minimal à réaliser pour la qualification : 1 min 52 s 713 (107 % de 1 min 45 s 340) |                  |                        |                  |                  |                  |

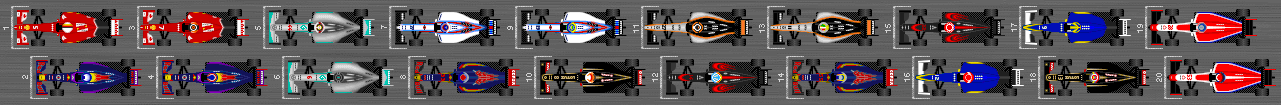
La grille de départ du Grand Prix de Singapour 2015.

- Will Stevens et Alexander Rossi, auteurs des dix-neuvième et vingtième temps qualificatifs sont pénalisés d'un recul de cinq places pour changement de boîte de vitesses, ce qui ne change rien à la composition de la grille de départ[21].

## Course

### Déroulement de l'épreuve
Pour la première fois depuis le Grand Prix d'Allemagne 2012, une Ferrari occupe la pole position puisque Sebastian Vettel a réalisé le meilleur temps des qualifications devant Daniel Ricciardo. À l'extinction des feux, l'Allemand s'élance parfaitement et négocie le premier virage devant Ricciardo et Kimi Räikkönen qui a pris le meilleur sur Daniil Kvyat. Max Verstappen ne parvient pas à s'élancer et doit être poussé par ses mécaniciens ; il remonte finalement en piste avec un tour de retard sur le peloton. Au premier passage sur la ligne de chronométrage, Vettel possède trois secondes d'avance sur Ricciardo (il lui a pris une seconde dans chacun des secteurs) ; suivent Räikkönen, Kvyat, Lewis Hamilton, Nico Rosberg, Valtteri Bottas, Felipe Massa, Nico Hülkenberg et son coéquipier Sergio Pérez qui ont manqué de se percuter,,. 
Vettel accroît rapidement son avance sur Ricciardo qui atteint près de 5 secondes au troisième tour. Lewis Hamilton en cinquième position n’arrive pas à suivre le rythme de Kvyat qui le précède ; les Williams FW37, elles aussi équipées du bloc Mercedes, se font même menaçantes derrière les Mercedes AMG F1 W06 Hybrid. Fernando Alonso, au volant de sa McLaren MP4-30 résiste, en onzième position, à Carlos Sainz Jr. et Romain Grosjean. Chez Force India, Pérez, dixième, demande à ses ingénieurs d'ordonner à Hülkenberg, neuvième, de le laisser passer car il s'estime retenu par son équipier ; les deux pilotes étant sur des stratégies identiques, sa demande est refusée. Grosjean, toujours bloqué derrière Alonso, rentre le premier au stand, dans le dixième tour, dans le but de réaliser l'undercut. Alonso s'arrête un tour plus tard (avec Sainz, Marcus Ericsson et Pastor Maldonado) et ressort devant la Lotus malgré un mauvais arrêt à cause d'un problème sur le train arrière. Toutefois Grosjean, grâce à ses pneus à température idéale et à l'aileron arrière mobile, réalise une habile manœuvre de dépassement peu après,,.  
Hülkenberg stoppe au douzième tour, Kvyat et Massa au treizième. Quelques instants plus tard, à la sortie de la voie des stands, Nico Hülkenberg, lancé, accroche Felipe Massa, à la corde du premier virage. Tandis que le pilote Williams poursuit sa route, l'Allemand abandonne et est pénalisé d'un recul de trois places sur la grille du prochain Grand Prix du Japon. La direction de course déclenche également la voiture de sécurité virtuelle et tous les pilotes qui n'avaient pas encore changé de pneus rentrent au tour suivant. Lors de son arrêt, Jenson Button perd près d'une minute à cause d'un problème d'écrou de roue. Sous le régime de la voiture de sécurité virtuelle, Vettel devance Ricciardo, Räikkönen, Hamilton, Rosberg, Bottas, Pérez, Felipe Nasr, Grosjean, Alonso et Sainz. Après deux nouveaux arrêts au stand (pour faire contrôler sa voiture puis à cause d'une crevaison lente), Massa remonte en piste en quatorzième position, derrière la vraie voiture de sécurité. Verstappen refait peu à peu une partie de son tour de retard et rejoint les Manor Marussia, à 40 secondes de la tête de course,,.  
La course n'est relancée qu'à l'entame du dix-neuvième tour. Sainz rencontre un problème et chute à la dix-septième position. Vettel a du mal à se détacher de Ricciardo, lui-même talonné par Räikkönen ; comme depuis le début de l'épreuve, les Mercedes d'Hamilton et Rosberg (en pneus durs) ne peuvent pas suivre le rythme du trio de tête (en pneus tendres). Au dix-huitième tour, les ingénieurs de Ferrari perdent momentanément tout affichage sur leurs écrans du muret des stands. Au vingt-septième tour, Hamilton informe son stand qu'il perd de la puissance : effectivement, il lui manque 40 km/h en bout de ligne droite et Rosberg, Kvyat, Bottas et Pérez le dépassent sans tarder ; la cartographie moteur semble être la cause de son ennui. Maldonado rentre pour changer de pneus au vingt-huitième tour alors que Sebastian Vettel creuse un écart de 3 s 5 sur Ricciardo en seulement deux boucles. Ericsson et Sainz rentrent au tour suivant, tandis que Massa, Hamilton et Alonso abandonnent de conserve. Kvyat, Pérez, Nasr et Verstappen stoppent au moment où un homme qui se promène sur le bord de la piste provoque une nouvelle sortie de la voiture de sécurité, au trente-septième tour. Tous les pilotes qui ne l'avait pas fait profitent de l'incident pour changer leurs pneumatiques et, au trente-neuvième tour, derrière la voiture de sécurité, Vettel devance Ricciardo, Räikkönen, Rosberg, Bottas, Kvyat, Pérez, Grosjean, Maldonado, Button, Nasr et Verstappen,,. 
À la relance, à l'entame du quarante-et-unième tour, tous doivent éviter une Manor-Marussia en troisième position derrière la voiture de sécurité. Quelques instants plus tard, sur une tentative de freinage tardif, Button percute Maldonado et des débris de l'aileron avant de la McLaren jonchent la piste. Button rentre pour changer le museau de sa monoplace puis abandonne un peu plus tard à cause d'une panne de transmission. Au quarante-cinquième tour, Vettel précède Ricciardo de 3 secondes, Räikkönen de 5 s, Rosberg de 6 s et Bottas de 8 s ; suivent Kvyat, Pérez, Grosjean, Verstappen, Sainz, Maldonado et Nasr. Sainz et son équipier Verstappen pointent tous deux dans les points et luttent âprement avec Romain Grosjean dont les pneus sont à l'agonie. Les Toro Rosso STR10 prennent alors l'avantage et Toro Rosso intime, par deux fois et sans succès, à Verstappen de laisser passer Sainz jugé le plus à même de menacer Pérez. Vettel franchit la ligne d'arrivée en vainqueur devant Daniel Ricciardo et Kimi Räikkönen , suivent pour les points Rosberg, Bottas, Kvyat, Pérez, Verstappen, Sainz et Nasr,,.

### Classement de la course
| Pos. | no | Pilote           | Écurie                 | Tours | Temps/Abandon                      | Grille | Points |
| ---- | -- | ---------------- | ---------------------- | ----- | ---------------------------------- | ------ | ------ |
| 1    | 5  | Sebastian Vettel | Ferrari                | 61    | 2 h 01 min 22 s 118 (152,673 km/h) | 1      | 25     |
| 2    | 3  | Daniel Ricciardo | Red Bull-Renault       | 61    | + 1 s 478                          | 2      | 18     |
| 3    | 7  | Kimi Räikkönen   | Ferrari                | 61    | + 17 s 154                         | 3      | 15     |
| 4    | 6  | Nico Rosberg     | Mercedes               | 61    | + 24 s 720                         | 6      | 12     |
| 5    | 77 | Valtteri Bottas  | Williams-Mercedes      | 61    | + 34 s 204                         | 7      | 10     |
| 6    | 26 | Daniil Kvyat     | Red Bull-Renault       | 61    | + 35 s 508                         | 4      | 8      |
| 7    | 11 | Sergio Pérez     | Force India-Mercedes   | 61    | + 50 s 836                         | 13     | 6      |
| 8    | 33 | Max Verstappen   | Toro Rosso-Renault     | 61    | + 51 s 450                         | 8      | 4      |
| 9    | 55 | Carlos Sainz Jr. | Toro Rosso-Renault     | 61    | + 52 s 860                         | 14     | 2      |
| 10   | 12 | Felipe Nasr      | Sauber-Ferrari         | 61    | + 1 min 30 s 045                   | 16     | 1      |
| 11   | 9  | Marcus Ericsson  | Sauber-Ferrari         | 61    | + 1 min 37 s 507                   | 17     |        |
| 12   | 13 | Pastor Maldonado | Lotus-Mercedes         | 61    | + 1 min 37 s 718                   | 18     |        |
| 13   | 8  | Romain Grosjean  | Lotus-Mercedes         | 59    | + 2 tours (retrait volontaire)     | 10     |        |
| 14   | 53 | Alexander Rossi  | Manor Marussia-Ferrari | 59    | + 2 tours                          | 20     |        |
| 15   | 28 | Will Stevens     | Manor Marussia-Ferrari | 59    | + 2 tours                          | 19     |        |
| Abd. | 22 | Jenson Button    | McLaren-Honda          | 52    | Boîte de vitesses                  | 15     |        |
| Abd. | 14 | Fernando Alonso  | McLaren-Honda          | 33    | Boîte de vitesses                  | 12     |        |
| Abd. | 44 | Lewis Hamilton   | Mercedes               | 32    | Accélérateur                       | 5      |        |
| Abd. | 19 | Felipe Massa     | Williams-Mercedes      | 30    | Électronique                       | 9      |        |
| Abd. | 27 | Nico Hülkenberg  | Force India-Mercedes   | 12    | Accrochage                         | 11     |        |

### Pole position et record du tour
- Pole position :  Sebastian Vettel  (Ferrari) en 1 min 43 s 885 (175,521 km/h)[26].
- Meilleur tour en course :   Daniel Ricciardo (Red Bull-Renault) en 1 min 50 s 041 (165,702 km/h) au cinquante-deuxième tour[27].

### Tours en tête
- Sebastian Vettel :  61 tours (1-61)[28].

## Classements généraux à l'issue de la course
| Pos. | Pilote           | Écurie               | Points |
| ---- | ---------------- | -------------------- | ------ |
| 1    | Lewis Hamilton   | Mercedes             | 252    |
| 2    | Nico Rosberg     | Mercedes             | 211    |
| 3    | Sebastian Vettel | Ferrari              | 203    |
| 4    | Kimi Räikkönen   | Ferrari              | 107    |
| 5    | Valtteri Bottas  | Williams-Mercedes    | 101    |
| 6    | Felipe Massa     | Williams-Mercedes    | 97     |
| 7    | Daniel Ricciardo | Red Bull-Renault     | 73     |
| 8    | Daniil Kvyat     | Red Bull-Renault     | 66     |
| 9    | Sergio Pérez     | Force India-Mercedes | 39     |
| 10   | Romain Grosjean  | Lotus-Mercedes       | 38     |
| 11   | Nico Hülkenberg  | Force India-Mercedes | 30     |
| 12   | Max Verstappen   | Toro Rosso-Renault   | 30     |
| 13   | Felipe Nasr      | Sauber-Ferrari       | 17     |
| 14   | Pastor Maldonado | Lotus-Mercedes       | 12     |
| 15   | Fernando Alonso  | McLaren-Honda        | 11     |
| 16   | Carlos Sainz Jr. | Toro Rosso-Renault   | 11     |
| 17   | Marcus Ericsson  | Sauber-Ferrari       | 9      |
| 18   | Jenson Button    | McLaren-Honda        | 6      |

| Pos. | Écurie               | Points |
| ---- | -------------------- | ------ |
| 1    | Mercedes             | 463    |
| 2    | Ferrari              | 310    |
| 3    | Williams-Mercedes    | 198    |
| 4    | Red Bull-Renault     | 139    |
| 5    | Force India-Mercedes | 69     |
| 6    | Lotus-Mercedes       | 50     |
| 7    | Toro Rosso-Renault   | 41     |
| 8    | Sauber-Ferrari       | 26     |
| 9    | McLaren-Honda        | 17     |

## Statistiques
Le Grand Prix de Singapour 2015 représente :
- la 46e pole position de sa carrière en Formule 1 pour Sebastian Vettel, sa première chez Ferrari et sa première depuis le Grand Prix du Brésil 2013[31] ;
- la 42e victoire de sa carrière pour Sebastian Vettel, désormais seul au troisième rang des vainqueurs de Grand Prix devant Ayrton Senna[32],[33] ;
- la 224e victoire pour Ferrari en tant que constructeur[34] ;
- la 225e victoire pour Ferrari en tant que motoriste[35] ;
- la 208e pole position pour la Scuderia Ferrari, sa première depuis celle réalisée par Fernando Alonso au Grand Prix d'Allemagne 2012[36] ;
- le 1er départ en Grand Prix d'Alexander Rossi[37].

Au cours de ce Grand Prix :
- Sebastian Vettel passe la barre des 1800 points inscrits en championnat du monde (1 821 points). Il est le seul pilote à avoir inscrit plus de 1 800 points en Formule 1[38] ;
- Ferrari, par l'intermédiaire de Sebastian Vettel, met fin à une série de 23 pole positions de Mercedes Grand Prix. L'équipe allemande manque donc d'égaliser le record détenu par Williams F1 Team (24 pole positions consécutives entre les Grands Prix de France 1992 et du Japon 1993)[39] ;
- Ferrari met fin à une série de 31 pole positions de Mercedes entamée au Grand Prix d'Australie 2014[40] ;
- Sebastian Vettel met fin à la série de 7 pole positions de Lewis Hamilton qui échoue à une pole position du record d'Ayrton Senna (8 pole positions consécutives entre les Grands Prix d'Espagne 1988 et des États-Unis 1989)[41] ;
- Kimi Räikkönen devient le pilote étant monté le plus souvent sur la troisième marche d'un podium ; Avec 29 troisièmes places, il devance Rubens Barrichello et Fernando Alonso[42] ;
- Après l'abandon de Lewis Hamilton (qui n'avait plus abandonné depuis le Grand Prix de Belgique 2014), tous les pilotes engagés depuis l'entame de la saison ont connu un abandon[43] ;
- Ferrari place deux voitures sur le podium pour la première fois depuis 45 Grands Prix (au Grand Prix d'Espagne 2013)[44];
- Martin Donnelly (13 Grands Prix entre 1989 et 1990, vainqueur du Grand Prix de Macao 1987) est nommé assistant des commissaires de course pour ce Grand Prix[45].